# 1410
- Wikisource

| Calendário gregoriano                                                        | 1410 MCDX                                             |
| Ab urbe condita                                                              | 2163                                                  |
| Calendário arménio                                                           | 859 – 860                                             |
| Calendário bahá'í                                                            | -434 – -433                                           |
| Calendário budista                                                           | 1954                                                  |
| Calendário chinês                                                            | 4106 – 4107 Início a 5 de fevereiro (aproximadamente) |
| Calendário copta                                                             | 1126 – 1127                                           |
| Calendário etíope                                                            | 1402 – 1403                                           |
| Calendários hindus - Vikram Samvat - Calendário nacional indiano - Cáli Iuga | 1465 – 1466 1331 – 1332 4510 – 4511                   |
| Calendário Holoceno                                                          | 11410                                                 |
| Calendário islâmico                                                          | 813 – 814                                             |
| Calendário judaico                                                           | 5170 – 5171                                           |
| Calendário persa                                                             | 788 – 789                                             |
| Calendário rúnico                                                            | 1660                                                  |
| Calendário solar tailandês                                                   | 1953                                                  |

1410 (MCDX, na numeração romana) foi um ano comum do século XV do Calendário Juliano, da Era de Cristo, e a sua letra dominical foi E (52 semanas), teve início a uma quarta-feira, terminou também a uma quarta-feira.
No reino de Portugal estava ainda em vigor a Era de César que já contava 1448 anos.
| Ano completo                        |
| ----------------------------------- |
| Ano comum com início à quarta-feira |

## Eventos
- 15 de Julho - Batalha de Grunwald: vitória polaco-lituana sobre os Cavaleiros Teutônicos.
- Jan Hus é excomungado pelo Arcebispo de Praga.

## Nascimentos
- Masuccio Salernitano, poeta italiano (m. 1480).
- Pedro Soares Tangil, fidalgo e Cavaleiro medieval do Reino de Portugal.
- Lopo Dias Rebelo, alcaide-mor de Santarém, Portugal.

## Mortes
- 31 de Maio - Martim I, Rei de Aragão (n. 1356).
- Beatriz de Portugal, rainha consorte de Castela.